# Альбер Жирар
Альбе́р Жира́р  [alˈbɛʁ ʒiˈʁaʁ]  (нід. Albert Girard; 1595—1632) — французький математик, військовий інженер який жив і працював в Нідерландах. Уродженець Лотарингії і вихованець Лейденського університету, учень Симона Стевіна.
Його роботи присвячені алгебрі, плоскій і сферичній тригонометрії. Займався геометрією стародавніх греків, переклав твори Діофанта. досліджував порізми Евкліда і інше. У творі «Invention nouvelle en Algèbre» (1629) перший дав геометричне пояснення від'ємного кореня рівняння.
У своєму трактаті з тригонометрії (Гаага, 1626) Жирар привів до стрункої системи всі відомі до нього теореми плоскої і сферичної тригонометрії і дав кілька нових. Йому також належить теорема, що загальна площа вписаних в коло чотирикутників, які можна побудувати за даними чотирма сторонами, міняючи їхній порядок, дорівнює добутку трьох різних діагоналей, розділеному на подвоєний діаметр кола.
Вперше сформулював основну теорему алгебри такими словами:
|  | Всі рівняння алгебри мають стільки розв'язків, скільки їх показує степінь найвищої величини. |

Жирар увів у математику два класичні символи: символ кореня довільного степеня (до нього символ радикала використовувався тільки для квадратного кореня) і знак плюс-мінус.